# Philippines aux Jeux olympiques d'été de 1936
Les Philippines participent aux Jeux olympiques d'été de 1936 qui se déroulent à Berlin. La délégation philippine est composée de 28 hommes qui concourent dans 6 sports : Natation, Boxe, Lutte, Basket-ball et Athlétisme. Les Philippins remportent une médaille de bronze en Athlétisme par l’intermédiaire de Miguel White et se classent en 30e position au bilan médaillé des nations.

## Liste des médaillés philippins
| Médaille | Nom          | Sport      | Compétition |
| -------- | ------------ | ---------- | ----------- |
| Bronze   | Miguel White | Athlétisme | 400 m haies |

## Engagés philippins par sport

### Athlétisme
| Hommes           | Hommes                                                                 |
| ---------------- | ---------------------------------------------------------------------- |
| 100 m            | Nemesio de Guzman: séries Antonio Salcedo: séries                      |
| 200 m            | Nemesio de Guzman: séries Antonio Salcedo: séries                      |
| 400 m            | Teodoro Malasig: DNS                                                   |
| 110 m haies      | Miguel White: séries Niño Ramírez: DNS                                 |
| 400 m haies      | Miguel White: médaille de bronze Teodoro Malasig: séries               |
| 4 × 100 m        | Nemesio de Guzman, Teodoro Malasig, Antonio Salcedo, Miguel White: DNS |
| Saut en hauteur  | Simeon Toribio: finale (12e place)                                     |
| Saut en longueur | Niño Ramírez: qualifications                                           |

### Basket-ball
| Hommes |
| --- |
| L'équipe de Philippines masculine, 5e - Amador Obordo - Ambrosio Padilla - Bibiano Ouano - Charlie Borck - Fortunato Yambao - Franco Marquicias - Jacinto Ciria Cruz - Jesús Marzan - Primitivo Martínez |

### Boxe
| Hommes |
| --- |
| Mouche (moins de 50,8 kg) - Philippe Nunag, 9e Coq (moins de 54 kg) - Oscar de Larrazábal, 5e Plume (moins de 57,15 kg) - Philippe Gabuco, 16e Léger (moins de 61,24 kg) - José Padilla, 5e Welter (moins de 66,68 kg) - Simplicio de Castro, 5e |

### Lutte
| Hommes                                               |
| ---------------------------------------------------- |
| Lutte gréco-romaine poids coq, -56 kg - Henri Jurado |

### Natation
| Hommes |
| --- |
| Natation 100 m nage libre - Jikirum Adjaludin - José Obial 100 m dos crawlé - Nils Christiansen 200 m brasse - Teofilo Yldefonso 7e - Jikirum Adjaludin - Arasad Alpad Relais 4 × 200 m nage libre - Jikirum Adjaludin, Arasad Alpad, Nils Christiansen, José Obial |

### Tir
| Hommes |
| --- |
| Pistolet feu rapide à 25 m - Martin Gison - Otoniel Gonzague Pistolet à feu rapide 50 m - Martin Gison 30e - Otoniel Gonzague 37e 50 m carabine position couchée - Martin Gison 4e - Otoniel Gonzague 32e |

## Sources
- (fr) Bilan officiel des Jeux sur le site du Comité international olympique
- (en) Philippines aux Jeux olympiques d'été de 1936 sur Olympedia.org